# Osawatomie
Osawatomie est un journal publié de façon clandestine par le Weather Underground Organization (WUO), un groupe radical américain, de mars 1975 à juin-juillet 1976. Son nom est celui d'un village du Kansas où le militant blanc anti-esclavagiste John Brown mena une bataille en 1856. Brown était l'une des références de Malcolm X, qui luttait pour le Black Power et était lui-même une référence du Weather Underground, qui se disait anti-raciste et anti-impérialiste. En 1969, le Weatherman Mark Rudd (en) avait déclaré, reprenant la célèbre citation de Che Guevara, que l'objectif du groupe était de créer « un, deux, dix John Brown.»

## Orientation

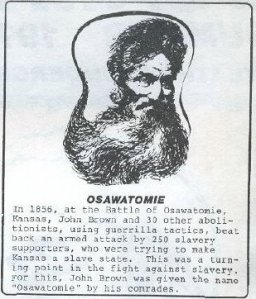
Article dOsawatomie (nº 2) expliquant le nom du journal en référence à John Brown (portrait), qui gagna une bataille à 30 contre 250 ségrégationnistes voulant faire du Kansas un État esclavagiste.

Six numéros furent publiés de 1975 à 1976, mêlant dans une trentaine de pages analyse politique et historique, mais ne couvrant que modestement les propres actions du Weather Underground ; deux attentats furent commis par le Weather durant cette période, à savoir un attentat contre une agence de la banque Banco de Ponce en solidarité avec une grève de cimentiers à Porto Rico en juin 1975 et un attentat contre la firme minière Kennecott à Salt Lake City le 4 septembre 1975 pour protester contre son soutien à Pinochet et au coup d'État du 11 septembre 1973 ; un troisième attentat fut commis, non pas par le WUO, mais par le Revolutionary Committee of the Weather Underground Organization.
L'impression et la diffusion du journal se faisait de façon clandestine par le Weather Underground. Une fois imprimé et diffusé, il était réimprimé par d'autres organisations, légales, dont le Prairie Fire Organizing Committee (PFOC), qui avait été créé après l'édition du livre du Weather Underground, Prairie Fire: The Politics of Revolutionary Anti-Imperialism, diffusé pour la première fois en juillet 1974.
Sorti en mars 1975, le premier numéro était vendu à 40 cents à l'unité. Il soulignait la nécessité de lutter contre l'impérialisme, pour la paix, contre le racisme et le sexisme, et de mener la lutte des classes et la lutte pour le socialisme. L'éditorial, signé par le comité central du Weather Underground, déclarait : « Notre objectif est de contribuer à l'unité des forces progressistes autour d'une ligne révolutionnaire. » Les numéros suivants décrivaient le journal comme « la voix révolutionnaire de la WUO […] portée par notre engagement […] notre certitude de vivre un jour la révolution et l'amour que nous éprouvons pour les peuples exploités du monde entier ».
Osawatomie couvrit notamment le conflit de Boston en 1975 au sujet du busing, le ramassage scolaire mis en place afin de lutter contre la ségrégation raciale dans les écoles, tandis que certains membres du WUO infiltrèrent le collectif raciste Restore Our Alienated Rights (en) (ROAR). Ce conflit (des militants du PFOC protégeaient avec des battes de baseball les familles noires des attaques au cocktail molotov des militants racistes) fit la UNE du premier numéro. Le journal révélait, dans un article de 7 pages, que le collectif ROAR était dirigé par des membres de la John Birch Society, du conseil municipal de Boston ainsi que des sympathisants de l'ex-candidat à la présidentielle, George Wallace, adepte des thèses ségrégationnistes. Il décrivait les actions du Weather, qui avait infiltré le ROAR.
Le journal évoquait également les luttes des ouvriers agricoles en Californie, la guerre civile en Angola, soutenant le Mouvement populaire de libération de l'Angola (MPLA), et d'autres mouvements anti-colonialistes.
Le nº 1 contenait également un article bilingue sur les prisonniers politiques porto-ricains. Le nº 5 contenait une « lettre ouverte aux travailleurs américains » de Bernardine Dohrn, nommée « première secrétaire » de la WUO, en soutien aux travailleurs porto-ricains. Dohrn y désignait le Parti socialiste portoricain (en) comme « principale » force politique du mouvement indépendantiste, ce qui a pu par la suite être qualifié d'erreur en tant que cela constituait une ingérence dans les luttes porto-ricaines.

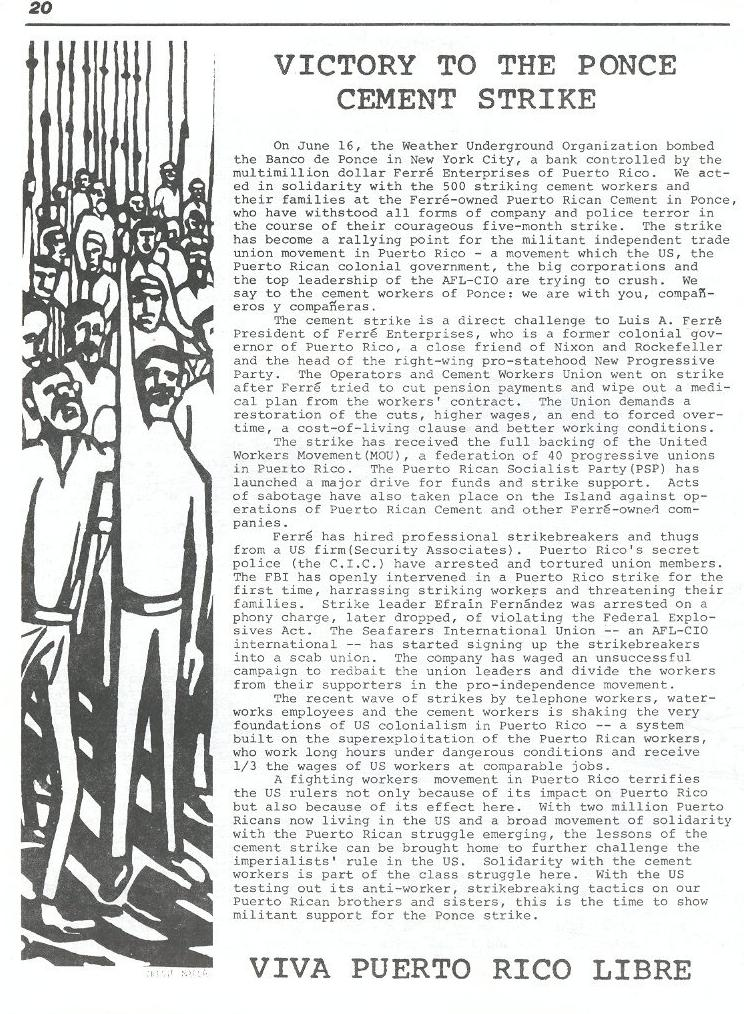
Article du nº 2 d'Osawatomie, revendiquant l'attentat contre la Ponce Bank en solidarité avec la grève des ouvriers du ciment et avec le mouvement indépendantiste porto-ricain.

La prison et l'économie étaient aussi des thèmes centraux. Le nº 2, dont la couverture représentait et citait Ho Chi Minh, incluait un long papier sur le travail des femmes ; le premier numéro décrivait aussi, en plusieurs articles, les conséquences de la crise économique sur les femmes et les personnes âgées. Le nº 3 analysait les effets de l'industrie pénitentiaire américaine. Le dernier numéro (nº 6) illustrait par un portrait un discours de l'ancien esclave Frederick Douglass, What Does the Fourth of July Means to the Slave? (« Qu'est-ce que le 4 juillet signifie pour l'esclave ? ») En couverture, on trouvait une photographie d'un homme blanc attaquant un Noir avec un drapeau américain, prise lors du conflit de Boston, et le titre « 200 Years is Enough! » ('200 ans, ça suffit !') faisant référence aux manifestations de Philadelphie organisée par le Parti socialiste porto-ricain.
Dans la rubrique « Qui nous sommes », le WUO présenta ses propres actions comme une « simple piqûre de moustique » qui cependant était l'un des moyens de porter des « coups significatifs à l'arrogance » de l'« Empire » américain. Le nº 4 (hiver 1975-76) contenait une lettre ouverte à l'Armée de libération symbionaise (SLA), qui lui apportait un « soutien critique » : publié peu après l'arrestation des membres de la SLA, elle critiquait l'idée que « la direction du mouvement n'[était] fixée que par la seule lutte armée » et affirmait que la SLA répétait l'erreur antérieure du Weather Underground, à savoir d'avoir surestimé la validité de la théorie guévariste du foco comme moyen de mobilisation des masses.
D'autres rubriques étaient intitulées « boîte à outils », sous laquelle le WUO expliquait certaines de ses idées ; « Feux d'artifice », dans laquelle la rédaction s'intéressait à l'histoire et à l'actualité, etc. Le nº 2 tentait par exemple de dépasser le clivage réforme/révolution, en affirmant que les « organisations de cadre », combattant pour l'« objectif ultime de la révolution socialiste », étaient tout autant nécessaire que les « organisations de masse » se battant pour des « objectifs limités », luttes dans lesquelles la « conscience » de la nécessité de se battre se développaient.

## La question féministe

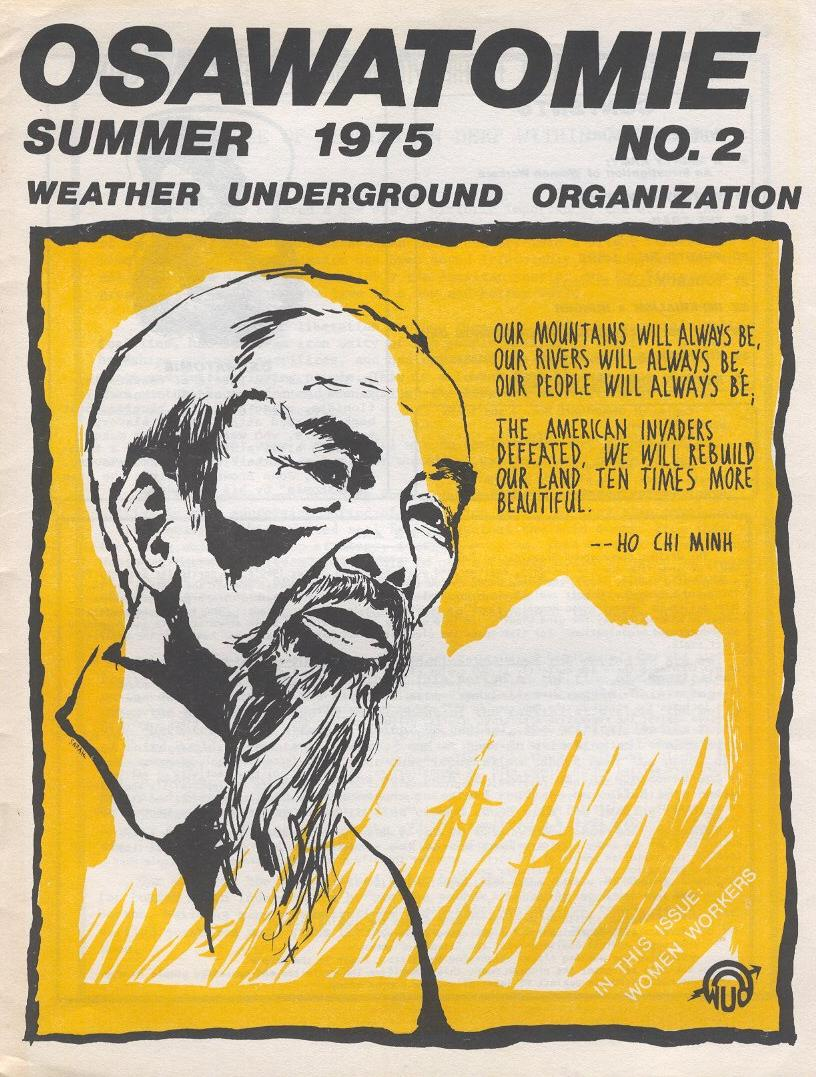
La UNE dOsawatomie (nº 2) avec un portrait d'Ho Chi Minh.

Selon l'historien Dan Berger, la question féministe était sous-estimée: un éditorial signé du pseudonyme Celia Sojourn, et intitulé « Women's Question », affirmait qu'elle n'était qu'« une question de classes », et que seule une révolution menée par la classe ouvrière pourrait permettre sa résolution.
Toutefois, le nº 2 (été 1975) contenait un article sur les travailleuses (A Mighty Army: An Investigation of Women Workers ; « Une Armée puissante : enquête sur les travailleuses »). Celles-ci étaient qualifiées d'« armée de réserve du capitalisme », l'article insistant sur le désintérêt des syndicats à leur égard, à quelques rares exceptions comme celle de Dolores Huerta de l'United Farm Workers (en). Plutôt qu'une sous-estimation de la question féministe, cet article allait plutôt dans le sens d'une critique du mouvement féministe « bourgeois », qui ignorait les différences de classe et de race entre les femmes, prônant au contraire la construction d'un mouvement féministe « prolétaire », s'appuyant sur les femmes noires et celles du Tiers-monde.
Osawatomie semblait ainsi lorgner vers des mouvements tels que le Black feminism plutôt que le féminisme traditionnel de la première vague, en rappelant que les femmes noires et du Tiers-monde étaient davantage exploitées que les blanches. Par ailleurs, rappelant l'incendie de l'usine Triangle Shirtwaist et la grève de 30 000 ouvrières du textile deux ans auparavant, qui s'organisèrent par la suite dans l'International Ladies' Garment Workers' Union, ce même numéro affirmait que l'organisation de la classe ouvrière féminine renforcerait « la lutte pour l'émancipation de toute la classe ouvrière » — affirmation qui va à l'inverse de l'interprétation de D. Berger.
Citant Mother Jones ou des poèmes de Marge Piercy sur les soi-disant cols blancs, il analysait l'expansion du tertiaire et des emplois peu qualifiés de bureaux, dans le cadre du « capitalisme monopolistique », lesquels étaient en majorité occupés par des femmes et encore moins bien payés que la plupart des emplois de cols bleus ; différence de salaire que l'article attribuait en grande partie au sexisme.
Il citait comme exemples quatre grèves très dures, menées dans le textile et majoritairement par des femmes de couleur :
- la grève de 4 000 ouvrières (98 % de Chicanas) de l'usine Farah, à El Paso (Texas), qui fabriquait des pantalons pour hommes, en 1972 ; une grève très dure qui obtient le soutien tant de l'AFL-CIO que du candidat démocrate George McGovern). Le journal dénonce le jeu des firmes textiles sur la frontière américano-mexicaine, les délocalisations et l'exploitation de la main-d'œuvre non organisée des deux côtés de la frontière, avant qu'on ne parle de maquiladoras.
- la grève de 14 mois, en 1966, de 500 ouvrières à l'usine Levi-Strauss de Géorgie, menée contre la volonté du syndicat local ;
- la grève de 500 ouvrières, les 3/4 Noires, soutenue par l'International Ladies' Garment Workers' Union à l'Oneita Knitting Mill (Caroline du Sud), usine consacrée à la fabrication de sous-vêtements masculins, qui dura de juillet 1962 à février 1963, afin d'obtenir le droit de se syndiquer[7] ;
- celle de Jung Sai (un sous-traitant de Plain Jane) en juillet 1974, organisée à Chinatown (San Francisco) par des Asio-Américaines (originaires majoritairement de Chine et des Philippines), afin d'obtenir des contrats de travail et d'avoir le droit de se syndiquer.

## Équipe éditoriale et dissensions

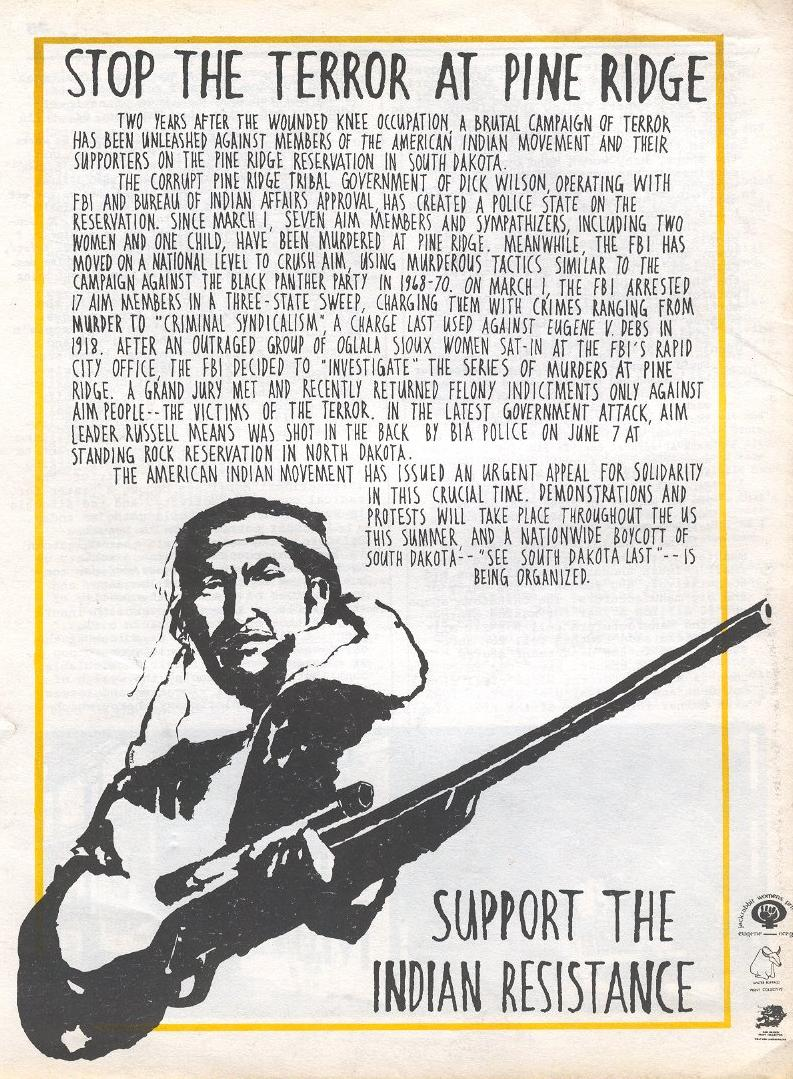
« Arrêtez la terreur à Pine Ridge ! » Article du nº 2 dOsawatomie, consacré à la répression de l'American Indian Movement dans la réserve amérindienne. La même année, Leonard Peltier fut arrêté et incarcéré, accusé du meurtre de deux agents du FBI. L'article, lui, affirme que depuis le 1 mars 1975, deux ans après la révolte de Wounded Knee, sept membres ou sympathisants de l'AIM, dont deux femmes et un enfant, ont été assassinés.

Le journal ne représentait toutefois qu'une partie de l'organisation, avec Robert Roth (en), qui défendait la réorientation du mouvement vers la lutte de classes dans une optique marxiste-léniniste orthodoxe et l'objectif de création d'un parti communiste, Donna Willmott, etc., au comité éditorial du journal. Cathy Wilkerson (en) s'impliqua aussi dans la rédaction d'articles et la diffusion du journal, tandis que Naomi Jaffe, membre du comité éditorial, était chargée du graphisme et de la mise en page. Bill Ayers, membre du comité central du WUO, était également rédacteur en chef du journal.
Un certain nombre de membres du WUO ou de l'équipe éditoriale critiquèrent cependant l'orientation du journal, soit au moment des faits, soit rétrospectivement. Robert Roth ou Judy Siff (en) (qui fit par la suite partie du Revolutionary Committee of the Weather Underground Organization) critiquèrent ainsi rétrospectivement ce qu'ils considéraient comme un abandon de la ligne anti-raciste et anti-impérialiste du WUO au profit d'une ligne de lutte de classes plus traditionnelle, mettant l'accent sur la construction d'un grand parti communiste. La Black Liberation Army et l'American Indian Movement, fortement soutenus auparavant par le Weather, n'étaient plus évoqués que rarement dans le journal.
Ces différentes orientations suscitèrent de violentes critiques (Judith Mirkinson (en) refusa de diffuser le numéro contenant l'édito « Women's Question »), qui se cristallisèrent après la Hard Times Conference organisée par le Prairie Fire Organizing Committee à Boston fin janvier 1976.
La dirigeante du Weather, Bernardine Dohrn, considère au contraire qu'Osawatomie joua un rôle dans la mobilisation populaire après la fin de la conscription qui avait suivi les accords de paix de Paris (janvier 1973) mettant un terme officiel à la guerre du Viêt Nam. Le nº 2 du journal affirmait d'ailleurs : « la gauche doit mener une guerre victorieuse pour expliquer la guerre ; une campagne en faveur de réparations pour le Vietnam afin qu'il panse ses plaies de guerre serait un bon endroit par où commencer. »
Dans les derniers numéros, le comité central du WUO explicita son orientation, en affirmant vouloir « construire une base antiraciste au sein de la classe ouvrière » — délaissant ainsi partiellement sa focalisation sur la mobilisation chez les Blancs, conformément au message du Black Power — et ajoutant la revendication de l'indépendance de Porto Rico à son programme (en 1973, une résolution de l'Assemblée générale des Nations unies avait exigé la fin de l'occupation américaine). Une autocritique fut cependant publiée dans le dernier éditorial, traitant quatre erreurs commise lors de l'Assemblée des Hard Times de Boston : l'abandon de l'anti-impérialisme révolutionnaire ; la soumission de la question noire à la question de classe ; la sous-estimation du sexisme et des luttes féministes ; la sous-estimation du rôle joué par les théories révolutionnaires et l'organisation communiste. Mais à cette époque (printemps-été 1976), le Weather Underground était déjà en voie de dislocation.